# ネッド・ケリー
ネッド・ケリー（英語: Ned Kelly、本名エドワード・ケリー（Edward Kelly）、1855年 - 1880年11月11日）は、オーストラリアの盗賊、無法者である。最も有名なブッシュレンジャーであり、権力に反抗したその生涯は幾度も小説や映画化された。「ケリーのように勇敢に（as game as Ned Kelly）」は、オーストラリアにおける一般的な表現となっている。

## 生涯

### 生い立ち
ネッド・ケリーは1855年、オーストラリアのビクトリア東部の農家で八人姉弟の長男として生まれた。父親のレッド・ケリーは家畜泥棒による元囚人であり、母親エレンの生家クインもアイルランド系流刑者の一族のため、警察から厳しい監視下におかれていた。身内に犯罪者がいる環境で、手先の器用な長身の若者として成長したネッドは窃盗に関わるようになり、ハリー・パワーという名のブッシュレンジャーとも親しくした。そのために警察の追及は執念めいたものとなり、1869年に14歳のネッドは強盗容疑で収監され、翌年に追い剥ぎの容疑で収監されたが、これらはいずれも無罪となって釈放される。しかし、1870年10月には知人から借りた栗毛の馬が、実は知人がメルボルンの郵便局長から盗んだものであることが判明し、ネッドは警官に馬の強盗容疑で再び拘束された。この件におけるネッドは無実であったが、警察が偽りの証言を持ち出したためにネッドは有罪となり、3年間の服役を余儀なくされた。1874年、19歳となっていたネッドはメルボルンのペントリッジ刑務所で3年の刑期を終えて出所する。出所後、ネッドは樹木伐採の職につき、しばらくは犯罪への関わりを断とうとしたが、当時すでにネッドは犯罪者の多いクイン一家を代表する一人としてマークされており、そのために仕事を続けることができなくなる。また、父のレッドはネッドが11歳の時に獄中で死亡しており、未亡人となっていた母はジョージ・キングという家畜強盗と再婚していた。ネッドはジョージに誘われて再び犯罪に手を染めるようになる。1878年になるまで、ネッドはさらに三度の逮捕、投獄を経験した。

### ブッシュレンジャーへ
1878年4月、警官のフィッツパトリックがケリー一家を訪問する。ネッドの弟、ダン・ケリーの馬泥棒への関与を疑ってのものだったが、ケリー一家にとって警官の来訪はすでに慣れたことであり、食卓に誘ってフィッツパトリックをもてなした。しかし、若い警官はネッドの妹をからかいだし、ついには卑猥な言葉をかけ始めた。母エレンはそれを止めようとし、小競り合いは喧嘩となり、最後にはネッドが警官を家からたたき出した。しかしネッドに投げ飛ばされた際、フィッツパトリックが手を負傷し、翌日には警官隊がケリー一家を包囲する事態に発展する。その時、すでにネッドとダンの兄弟は逃げ去っており、逮捕されたのは家にいた母エレンのみだった。だがその容疑は、単なる警官暴行よりも罪の重い「ピストルによる警官への射撃」であり、ケリー一家は事実ではないと主張したが母親は有罪判決を受け、兄弟の罪も確定する。逮捕を逃れたネッドとダンは茂み（ブッシュ）に逃げ込み、ジョー・バイアン、スティーブ・ハートらのブッシュレンジャーに加わる。この時より、ネッドの「権力に対する反抗」という行動原理が鮮明となっていく。
警察はブッシュに逃げ込んだケリー兄弟とその仲間を捕らえるため、四人の警官を派遣する。しかし、二人ずつ二手に分かれて探索する彼らを先に発見したのはケリー兄弟であり、彼らはまず二人を包囲して降伏を迫った。この降伏勧告を一人は受け入れたが、もう一人は銃を抜いたためにネッドに射殺された。残る二人もネッドたちは待ち伏せした上で降伏を促したが、今度は二人とも反撃してきたためにこれも射殺した。この銃撃戦の間に降伏していた警官が逃亡して、ネッドたちの反抗が報告される。追われて止む無くとはいえ、警官三人殺しの罪状となったネッドには500ポンドの賞金が掛けられた。

### ネッドの活躍

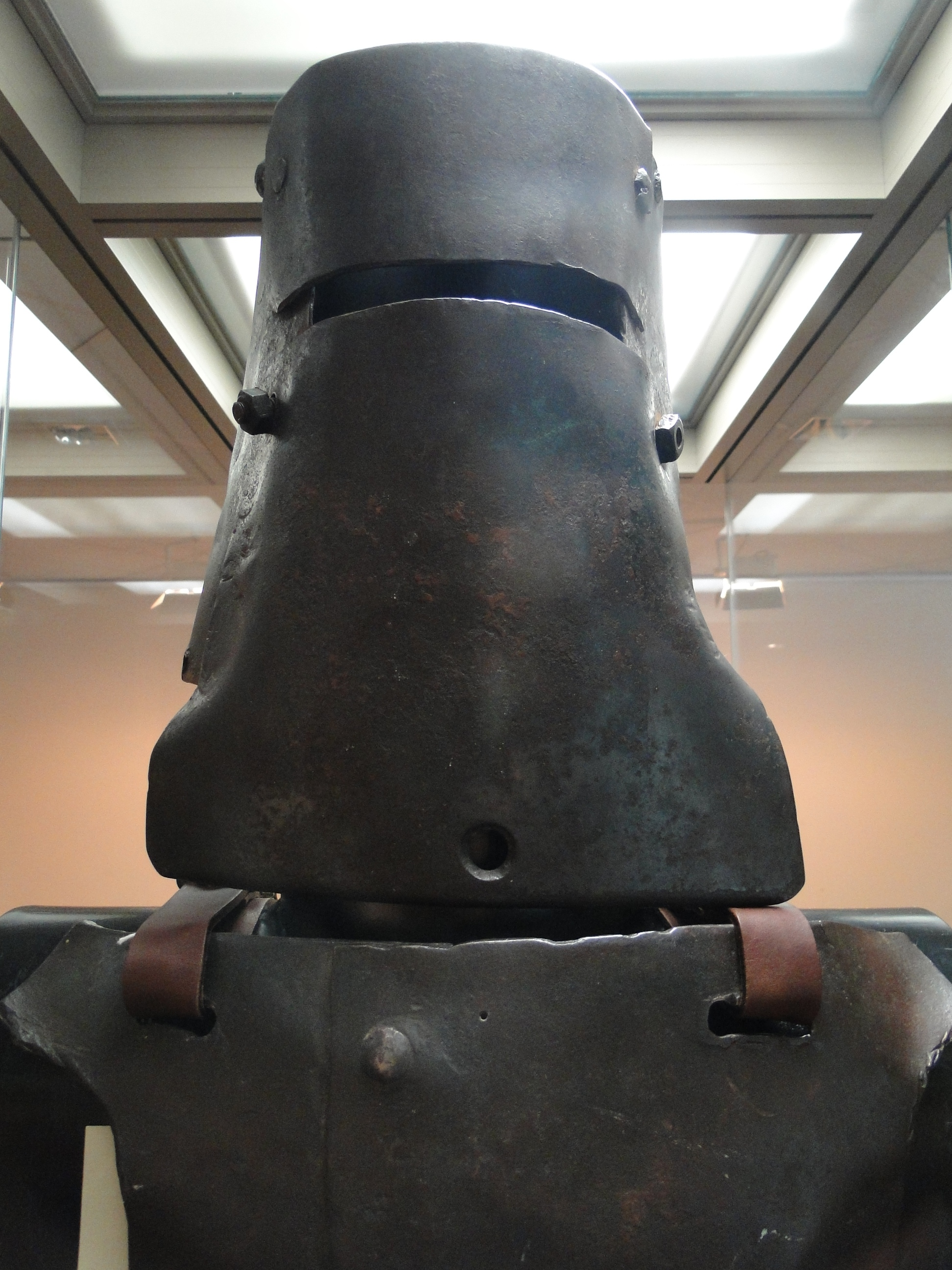
ネッドの甲冑
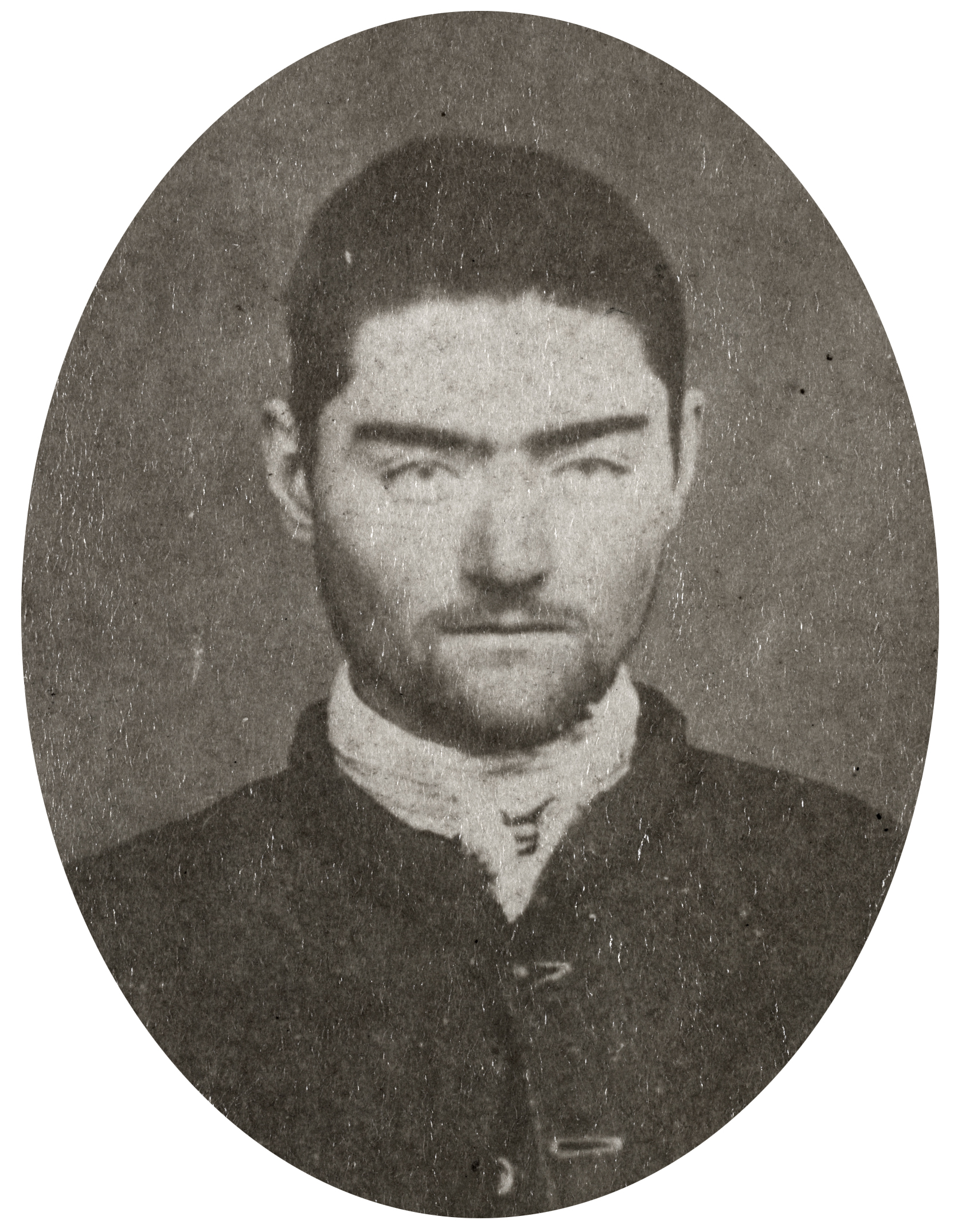
1874年時点(19歳)のネッド・ケリー
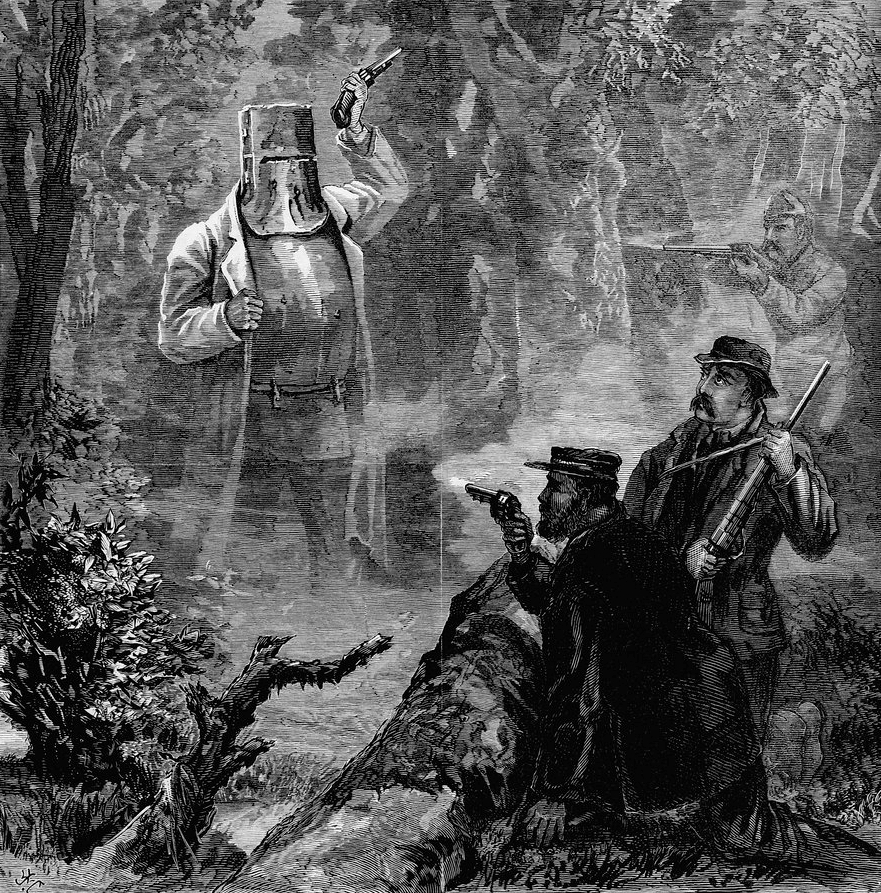
フィクションに描かれたネッド・ケリー

ブッシュレンジャーとなったネッドは他のブッシュレンジャーがそうであるように、強盗を続ける。しかし、他のそれと一線を画したのは略奪の対象であり、その手口だった。彼らは貧しい存在には手を出さず、それどころか紳士的に振舞った。強盗に際しても相手を無闇に射殺することなく、事実、彼らが殺害した相手は警官と裏切り者一人に限定されている。ネッドが強盗の際に着用した頭部全体を包むような円筒のヘルメットと体の各所を守る甲冑は、富裕層には恐怖の対象であり、貧しい民衆からは敬慕の対象であった。
1878年11月、ネッドたちはユロア銀行を襲撃する。ネッドたちは銀行を襲撃する前に、駅舎を襲って制服を奪い、入金する駅員を装って侵入、金庫の中身を根こそぎ奪った。また、その際に人質となった支店長一家は先に襲って監禁中の駅舎まで連れて行き、夕食をともにした後で「三時間後なら通報してもいい」と言い残して姿を消した。一人のけが人も出さない犯行だった。1879年4月8日にはジェルダイの警察署を襲い、警官たちを降伏させて留置所に監禁すると警官の服を着て町に繰り出し、銀行から2万ポンドを盗みだす。また、宿屋に街の人々を集めてビールを奢りつつ、銀行から持ち出してきた債務証書を全て町のメインストリートで焚き火に投じてみせた。
彼らのそのような振る舞いは貧困層で評判となり、食料や隠れ家といった支援につながった。ジェルダイの犯行後、彼らは山中に潜んだが、支援もあって警官の目を逃れ続けた。ネッドも得た金品を支持者には気前よく与え、当時の銀行には突然全額現金で返済された借金についての記述がいくつも残されている。そのため、彼の行動は義賊として民衆から支持された。また、名声の高まりに比例して懸賞金は8,000ポンドに上昇した。

### 逮捕、処刑
1880年6月、ケリー兄弟の仲間の一人、ジョー・バイアンが知人の一人アーロン・シェリットを警官への密告の疑いで射殺する。しかし、その時すでに警察隊は蒸気機関車に乗り込み、彼らのいるワンガラタ近くのグレンローアンへと向かっていた。ネッドは危機を回避するために、線路を外してしまうことを考えつき、宿場にいた70名ほどの人質に線路を撤去させようとした。人質らは夜半に至るまで撤去作業を行ったが、人質のうち、とある教師が病気の妻の介護のため解放を願いでる。ネッドは願いを聞き入れて彼を逃したが、それがネッドの命取りとなった。解放された教師はまっすぐに急行中の列車へと向かい、合図によって列車を脱線前に止めてしまう。また、列車からおりた警官隊は夜陰に乗じてグレンローアンのホテルへ向かい、休憩中のネッド一味を強襲した。まず、ホテル前で銃撃戦が行われていたが、ネッドはいつもの甲冑を身につける暇もなく、むき出しの右手と肘に銃撃を受ける。他のメンバーも負傷し、引き返したホテルは警官隊によって包囲されていた。銃弾を受けたネッドの怪我は出血がひどく、重症で一時意識を失ったが、銃撃戦の最中に意識を取り戻していた。ネッドは弟たちを援護すべく警官隊へと向けてかけ出していったが、ショットガンで足を撃たれて転倒し警察隊によって逮捕された。ケリー・ギャングと呼ばれたネッドとダンのケリー兄弟、そしてジョー・バイアン、スティーブ・ハートの計四人だったが、この銃撃戦によりバイアンは射殺され、ダンとハートは火の放たれたホテルの中で自死を選び、リーダーのネッドも捕まって一味は完全に壊滅した。この乱戦における最初の銃撃戦で、負傷したネッドの元へ彼の馬が二度近づいたと言われているが、彼は馬を追い払って逃亡を拒んだ。逮捕後、その行動の理由をネッドは「仲間を見捨てられるほどの偉大なディンゴには、俺は成れなかった」と語った。ネッドの馬は警官隊からの銃撃を受けたものの逃げ延び、その行方は未だ明らかになっていない。
1880年10月、ネッドの裁判が開かれ、ネッドは全ての殺人において正当防衛を主張したが、裁判官レドモンド・バリーは取り合うことなくネッドへ死刑判決を与えた。 民衆はそれに対し、80,000人に及ぶ助命嘆願書を提出したが、ネッドを助けることはできなかった。ネッドは旧メルボルン監獄に収監されたが、そこにはネッドがブッシュレンジャーとなったきっかけである警官銃撃容疑で有罪となった母親が投獄されていた。母親は死刑執行を待つネッドの元を訪れ、Mind you die like a Kelly, son(「わが子よ、ケリー家の者らしく死に向かいなさい」)と言葉をかけた。11月11日、ネッドはいつもと変わらない様子で自ら絞首台に上り、Such is life...OR...I suppose it had to come to this(「人生ってそういうものさ。ああ、こうなるってわかっていたよ」)と言い残し、処刑された。

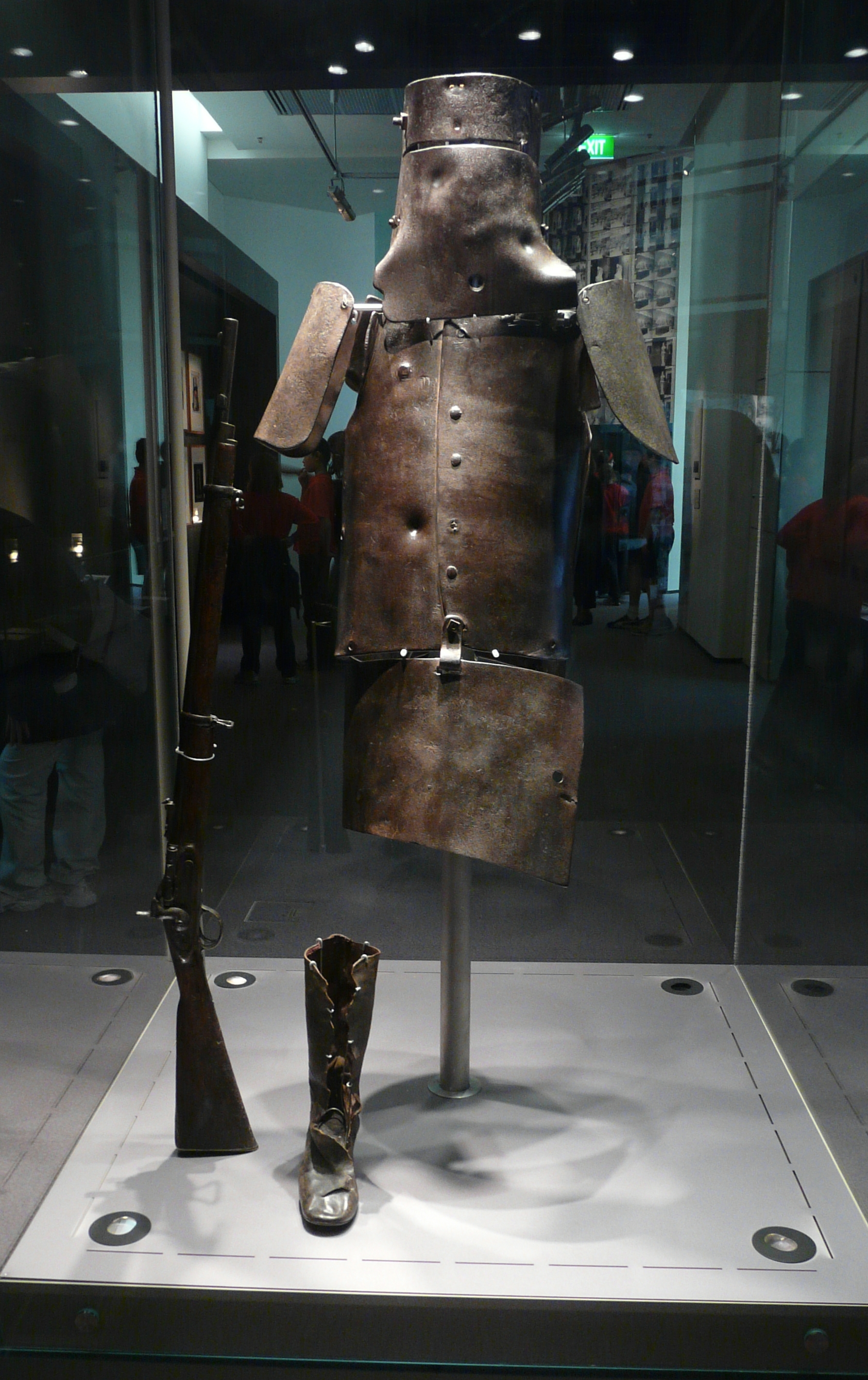
ネッドが身につけていた甲冑（ビクトリア美術館収蔵）
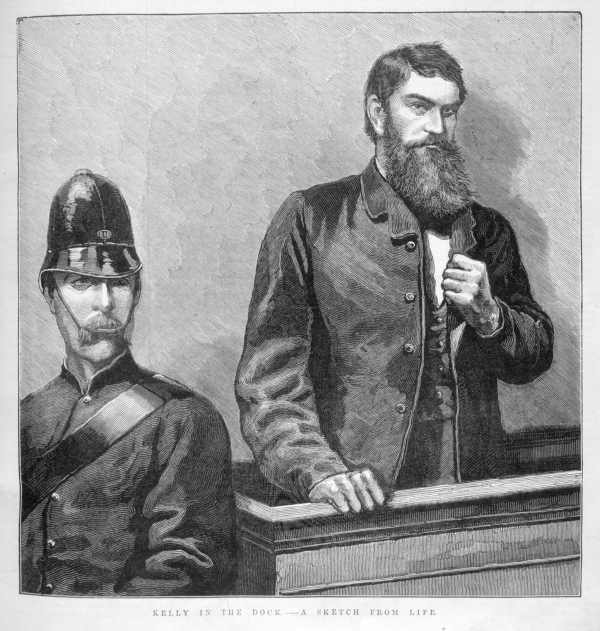
裁判中のネッド・ケリー
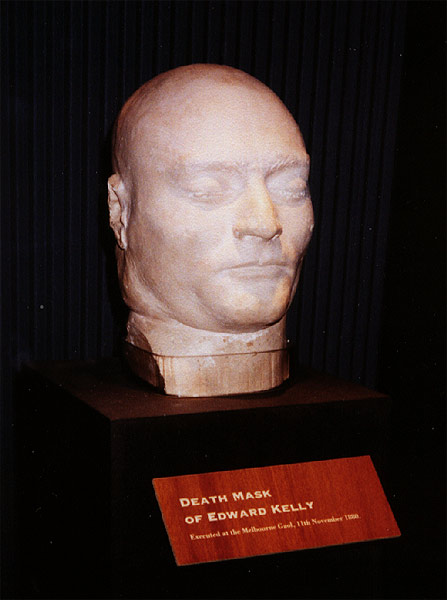
ネッドのデスマスク（メルボルン博物館収蔵）

### 死後
ネッド・ケリーは処刑後、一族の墓地に埋葬されることを希望していたが、死後はメルボルン監獄に収容された。また、その頭蓋骨はネッド・ケリーの人気が高まると展示物として一般公開されたが、1978年に盗難されて以降は行方不明となっている。盗難された頭蓋骨を除く残りの遺骨は132年間に渡ってメルボルンで保管されていたが、2013年1月20日にネッド・ケリーの子孫の嘆願が叶い、ビクトリア州北東部のグレタにある母の墓に共に埋葬された。

## 当時のオーストラリアの状況
イギリスには囲い込みで土地を失った者や職を失い犯罪者となるものが多く、政情不安の一因となっていた。当初、それにより発生した囚人はアメリカに送られていたが、アメリカ独立戦争により犯罪者の流刑地を失い、代わって目をつけられたのが18世紀末にジェームズ・クックによって発見されたオーストラリアだった。そのためオーストラリアは囚人たちの新たな流刑地となり、その監視として軍隊もまた派遣された。だが軍の一部はオーストラリアに定住し、土地と羊を専有して囚人を労働力として私物化した。彼らは地主階級となってオーストラリアの支配層を形成したが、そのために囚人たちは小農民（セレクタ）としての生活が強いられた。一方で1829年には自由移民が許可され、その新たな住人たちの要望によってイギリスからの囚人の流刑は減少していった。1851年からはゴールドラッシュによって自由移民が押し寄せ、植民地としての統治体制が急速に整っていく。1850年代には憲法と議会を持つ五つの植民地が成立し、オーストラリアからかつての流刑地としての姿は急速に消滅しつつあった。経済面でも鉄道や銀行といった流通と経済のインフラが整い、牧羊業中心の経済からの転換と発展が徐々に進んでいた。しかし元囚人とその子孫は恩恵を受けることができない白人の最下層であり、ほとんどの者が厳しい生活を送っていた。

### ビクトリアの状況
1860年代からビクトリア植民地の北東部に大量の移民が流れ込み、彼らは新たに小農民（セレクタ）として土地に定住して農業生産を行った。しかし、すでにビクトリアを押さえていた富裕層が土地所有を推し進め、畜産業を拡大させていく一方で、自作農を資本的に支配した。土地の所有を制限され、その上抵当で縛られた大部分の自作農は富裕層への反感を強めた。最も貧困な層では家畜強盗に転落する農民も多かった。富裕層はそのような存在を危険視し、取り締まりに警官を利用する。彼らは家畜を盗んだ者の逮捕を奨励し、逮捕に対する報酬を警官へとばら蒔いた。逮捕に対する報酬は有罪、無罪を問わなかったため、低賃金に苦しんでいた警官たちはこぞってケリー一家のような存在や、貧しい農業労働者を捕まえて収監するようになる。そのような一連の癒着は、小農民たちの富裕層と警察機構に対する反感を育てていった。

## 伝説化
生前から人気が高く、義賊としての実態が知られていたネッドはすぐに伝説化された。特に小作農、鉱夫、流刑囚出身者、アイルランド系移民においてその人気は絶大で、後述されるフィクション作品のモデルとして、オーストラリアでは広く一般化されている。ネッド・ケリー研究者のパット・オマリーによれば、ネッドの犯罪は家畜泥棒、警官攻撃、銀行強盗、大地主への攻撃であり、それらはいずれも当時の民衆を土地の抵当などにより経済的に支配していた資本家に連なる存在であった。ネッドの行動は自作農を中心とする農業労働者にとって、階級闘争の代行者ともいうべきものだったと述べている。

## ネッド・ケリーに関連した作品

### 小説
- Kelly Country (1983) A・バートラム・チャンドラー 著
- Our Sunshine (1991) ロバート・ドルー著
- ケリー・ギャングの真実の歴史 (2000)ピーター・ケアリー著、宮木陽子訳 ISBN 4152085231

### 映画
- en:The Story of the Kelly Gang （Charles Tait）監督、1906年
- en:The Kelly Gang （en:Harry Southwell）監督、1920年
- Ned Kelly （トニー・リチャードソン）監督、1970年
- ケリー・ザ・ギャング（グレゴール・ジョーダン監督、2003年、演：ヒース・レジャー）
- トゥルー・ヒストリー・オブ・ザ・ケリー・ギャング（ジャスティン・カーゼル監督、2019年、主演：ジョージ・マッケイ）

### 絵画
- シドニー・ノーラン「ネッド・ケリー　シリーズ」

### テレビ番組
- 美の巨人たち　シドニー・ノーラン「ケリーアンドホース」